# Saint-Saturnin, Charente
Saint-Saturnin är en kommun i departementet Charente i regionen Nouvelle-Aquitaine i västra Frankrike. Kommunen ligger  i kantonen Hiersac som ligger i arrondissementet Angoulême. År 2022 hade Saint-Saturnin 1 273 invånare.

## Befolkningsutveckling
Antalet invånare i kommunen Saint-Saturnin
Referens:INSEE